# With Love Baby
With Love Baby – singel belgijskiego zespołu muzycznego Witloof Bay napisany przez Benoît Giaux i Roxora Loopsa oraz wydany w 2011 roku.
W 2011 roku utwór reprezentował Belgię podczas 56. Konkursu Piosenki Eurowizji dzięki wygraniu w lutym finału krajowych eliminacji eurowizyjnych Eurovision 2011: Qui? A vous de choisir!, w którym zdobyli ostatecznie najwyższe noty 12 punktów zarówno od komisji sędziowskiej, jak i telewidzów.
12 maja utwór został zaprezentowany przez zespół jako czwarty w kolejności podczas drugiego półfinału konkursu i zajął ostatecznie 11. miejsce z 53 punktami na koncie, przez co nie zakwalifikował się do finału. Do awansu zabrakło grupie jednego punktu.

## Lista utworów
CD maxi-single
1. „With Love Baby” – 2:56
2. „With Love Baby” (Sing-Along Version) – 2:56

## Notowania na listach przebojów
| Kraj   | Lista (2011)              | Najwyższe miejsce |
| ------ | ------------------------- | ----------------- |
| Belgia | Singles Top 50 (Flandria) | 42                |
| Belgia | Singles Top 50 (Walonia)  | 50                |